# Gianfranco Manfredi
Gianfranco Manfredi (Senigallia, 26. studenoga 1948. – Senigallia, 24. siječnja 2025.) bio je talijanski kantautor, skladatelj, autor, scenarist, glumac i crtač.

## Život i karijera
Manfredi, rođen u Senigalliji, diplomirao je povijest filozofije na Sveučilištu u Milanu s tezom o Jean-Jacquesu Rousseauu.
Kao kantautor debitirao je 1972. godine s albumom La crisi, ispunjenim političkim i društvenim temama. Godine 1973. počinje raditi na Talijanskom institutu za povijest filozofije. Od 1974. bio je aktivan i kao autor pjesama za druge umjetnike, uključujući Mia Martini, Mina, PFM, Wess & Dori Ghezzi, Drupi, Heather Parisi, Donatello.
Počevši od ranih 1980-ih, Manfredi je gotovo u potpunosti napustio glazbu i usredotočio se na pisanje. Potom je objavio preko desetak romana i kratkih priča, surađivao u raznim ulogama u nekoliko filmova, TV serija i predstava te stvorio nekoliko strip serija. Bio je aktivan i kao glazbeni kritičar, a napisao je eseje o Adrianu Celentanu, Luciju Battistiju, Enzu Jannacciju i drugim talijanskim glazbenim umjetnicima.
Živio je sa suprugom Mirellom u Italiji. Njegova prva kći Diana Manfredi filmska je redateljica.

## Diskografija
Albumi
- 1972. – La crisi
- 1976. – Ma non è una malattia
- 1977. – Zombi di tutto il mondo unitevi
- 1978. – Biberon
- 1981. – Gianfranco Manfredi
- 1985. – Dodici (s Rickyjem Giancom )
- 1993. – In paradiso fa troppo caldo

## Romani
- Magia rossa, Milano, Feltrinelli, 1983. ISBN 88-07-04001-8; Roma, Gargoyle, 2006. ISBN 88-89541-12-1.
- Cromantica, Milano, Feltrinelli, 1985. ISBN 88-07-04007-7; Milano, Tropea, 2008. ISBN 978-88-558-0039-6.
- Ultimi vampiri, Milano, Feltrinelli, 1987. ISBN 88-07-01342-8; produžena verzija, Roma, Gargoyle, 2009. ISBN 978-88-89541-35-7.
- Trainspotter, Milano, Feltrinelli, 1989. ISBN 88-07-01393-2.
- Il peggio deve venire, Milano, Mondadori, 1992. ISBN 88-04-35930-7.
- La fuga del cavallo morto, Milano, Anabasi, 1993. ISBN 88-417-3016-1.
- Una fortuna d'annata, Milano, Tropea, 2000. ISBN 88-438-0135-X.
- Il piccolo diavolo nero, Milano, Tropea, 2001. ISBN 88-438-0256-9.
- Nelle tenebre mi apparve Gesù, Milano, Tropea, 2005. ISBN 88-438-0500-2.
- Ho Freddo, Roma, Gargoyle, 2008. ISBN 978-88-89541-25-8.
- Tecniche di resurrezione, Roma, Gargoyle, 2010. ISBN 978-88-89541-51-7.
- La freccia verde, Milano, Mondadori, 2013. ISBN 978-88-04-62464-6.

## Vanjske poveznice
- Službene stranice  Arhivirana inačica izvorne stranice od 20. kolovoza 2020. (Wayback Machine)
- Gianfranco Manfredi na AllMusicu
- Gianfranco Manfredi na Discogsu
- Gianfranco Manfredi u internetskoj bazi filmova IMDb-u (engl.)